# 王時柯
王時柯（1488年—？），字敷英，號虚嵒，江西承宣布政使司吉安府萬安縣（今江西省萬安縣）人，明朝政治人物，同進士出身。

## 生平
江西乡试第五十七名举人，正德十二年（1517年），登丁丑科會試第二百名，三甲第二名進士，吏部观政。授行人司行人。嘉靖三年（1524年），升爲監察御史。大禮議中，曾經上疏反對。不久在左順門事件中歸伏請求世宗收回成命，获杖刑，除名。

## 家族
曾祖王添成。祖父王文應。父王淵。母周氏。具庆下。

## 延伸阅读
[在维基数据编辑]
 《明史卷一百九十二》，出自《明史》